# 노나이촌

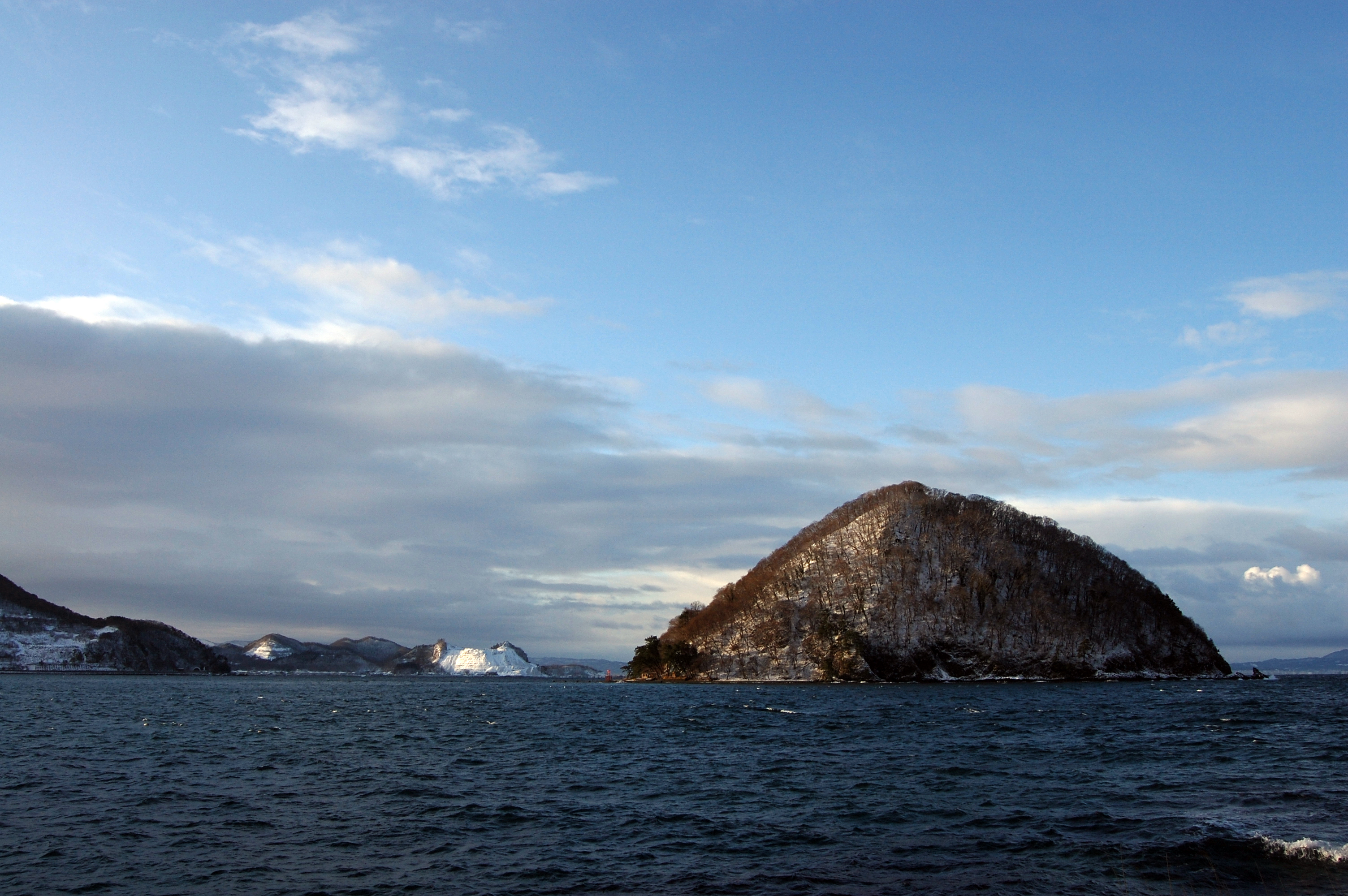

노나이촌(峰浜村) 아오모리현 히가시쓰가루군에 있던 촌이다.

## 역사
- 1889년 4월 1일 - 정촌제 시행에 의해 히가시쓰가루군 노나이촌이 성립하였다.
- 1962년 10월 1일 - 아오모리시에 편입해 소멸되었다.

## 참고문헌
- 『市町村名変遷辞典』東京堂出版、1990年。
- 『東奥年鑑』1954年版。